# Selena Worsley
Pour les articles homonymes, voir Worsley.
Pas d'image ? Cliquez ici

b Matchs officiels uniquement.
Dernière mise à jour le 24 mai 2025.
Selena Tranter (née Worsley), née le 18 avril 1975 à Mackay, est une joueuse australienne de rugby à XV. Elle joue au poste de troisième ligne. Elle représente l'équipe d'Australie entre 1994 et 2008.

## Biographie
Selena Tranter fait ses débuts internationaux contre l'équipe de Nouvelle-Zélande en 1994.
Elle a disputé les Coupes du monde 1998, 2002 et 2006.

## Palmarès
- 24 sélections en équipe d'Australie.
- Participation aux Coupes du monde de rugby à XV féminines 1998, 2002, 2006.